# Záduší
Záduší (latinsky bona fabricae, německy Kirchenfabrik nebo Fabrikgut) byl majetkový fond sloužící zejména k financování nákladů na opravy a údržbu určitého kostela, ale také některých výdajů spojených s bohoslužbami (hlavně na pořízení svíček). Ze záduší byl v předbělohorském období také částečně financován provoz městských humanistických škol. Záduší bylo vždy přísně odděleno od obročí, jehož výnos byl osobním příjmem duchovního.
Záduší nebylo samostatnou právnickou osobou, nýbrž náleželo příslušnému kostelu (dnes bychom řekli farnosti, popřípadě filiálce). Součástí záduší byl zejména nemovitý majetek (zádušní lesy, pole a louky), ale například také zádušní krávy; z výnosu tohoto majetku (tj. zejména z jeho pronájmu) byly hrazeny potřeby kostela. V širším (přesnějším) smyslu pak je záduším veškerý zásadně nezcizitelný majetek kostela, který není součástí obročí, tj. také samotný kostel, jeho vnitřní zařízení, hřbitov, kostnice nebo bohoslužebné potřeby (liturgická roucha, liturgické nádoby apod.).